# Hotel Transylvania
Hotel Transylvania es una película de animación por computadora en 3D producida por Sony Pictures Animation y distribuida por Columbia Pictures que fue estrenada el 28 de septiembre de 2012. El director es Genndy Tartakovsky (creador de Samurai Jack, Dexter's Laboratory, entre otras series originales de Cartoon Network) y es producida por Michelle Murdocca. Cuenta con las voces de Adam Sandler, Andy Samberg, Selena Gomez, Kevin James, Fran Drescher, Steve Buscemi, Molly Shannon, David Spade y Cee Lo Green.

## Argumento

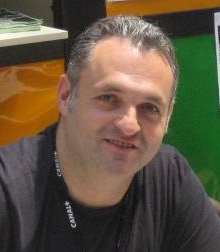
Genndy Tartakovsky en 2012

En la antigua región de Transylvania, al Noroeste del país de Rumania, había una hermosa historia de amor entre el Conde Drácula, el Vampiro más famoso de la historia, y su hermosa esposa Martha, con quien ha formado un bello hogar y una tenebrosa familia. Sin embargo, en una fatídica noche, Martha murió en un fatal incendio a manos de una turba furiosa de humanos. Tras esta terrible tragedia, Drácula decide que debe proteger a su única hija y a los monstruos de todo el mundo; para ello, construye el Hotel Transylvania, un hotel cinco estacas, para que los monstruos puedan descansar y estar a salvo de la civilización humana. Algunos de los monstruos más famosos se convierten en visitantes frecuentes, entre ellos se encuentra el Monstruo de Frankenstein y su esposa Eunice, Murray la Momia, la familia de Hombres Lobos Wayne y Wanda junto a sus revoltosos cachorros, y Griffin el Hombre Invisible, entre otros.
En el año 2012 y como motivo del cumpleaños 118 de su hija Mavis, Drácula le permite salir del hotel a explorar el mundo humano y le indica que puede visitar una aldea cercana, en el medio del bosque circundante; pero lo que Mavis no sabe es que dicha aldea en realidad se trata de un engaño elaborado por el mismo Drácula, en el que sus empleados zombis disfrazados de humanos intimidan a la joven vampira, quien se asusta lo suficiente como para regresar al hotel. Sin embargo, esta farsa sin querer ni saber atrae la atención de lo que resulta ser el primer humano en descubrir el Hotel Transylvania y, al mismo tiempo, la existencia de los monstruos; un muchacho de 21 años llamado Jonathan Loughran, quien se encontraba en una de sus andanzas como viajero, explorando el bosque circundante, y luego de detectar una luz de fuego, sigue al personal zombi hasta llegar al hotel, que confunde con un castillo atrayente y turístico. Una vez que Jonathan, más conocido como "Johnny", consigue entrar en el hotel, Drácula queda paralizado de ver a un humano entre tantos monstruos, por lo que siente el miedo de que Mavis descubra el engaño.  En un acto desesperado, Drácula intenta frenéticamente ocultar al intruso recién llegado con tal de impedir que lleguen a verlo los clientes, pintando su rostro y vistiéndolo como un joven Frankenstein, para pasar inadvertido y así conseguir sacarlo del lugar sin que nadie sospeche, pero de un momento a otro, el plan da un inesperado  fallo de cálculo y Johnny finalmente es descubierto accidentalmente por Mavis, quien al verlo queda completamente impresionada por él, lo que obliga a su padre y al muchacho a inventar una historia algo radical y muy bien elaborada de que Johnny es primo de parte del brazo derecho de Frank y que fue contratado por Drácula como un contemporáneo planeador de fiestas dispuesto a cambiar la aburrida rutina y darle una perspectiva mucho más fresca a las reuniones. De este modo, Johnny comienza a desplegar sus sorpresivas habilidades de inspiración y planificación para hacer una buena fiesta y así consigue darle vida a las actividades en el hotel; con estas nuevas ideas innovadoras de parte de Johnny, todos los monstruos se divierten como nunca antes después de tantos años de visitas de hotel, incluidos los mejores amigos de Drácula, Murray, Wayne, Griffin y Frank (quienes forman una espeluznante pandilla de cinco, pero que el vampiro disolvió después de la trágica muerte de Martha), por lo que Johnny termina ganándose poco a poco el corazón de Mavis, y a la vez provocando los celos de Drácula al principio. Pero por desgracia, el Chef Quasimodo se da cuenta de que Johnny es un humano, por lo que lo captura y se lo lleva a la cocina para cocinarlo, lo que obliga a Drácula a intervenir directamente, paralizando al sanguinario Chef antes de que logre su cometido de incluir a un humano en el menú.
Después de rescatarlo de las manos de Quasimodo, Drácula lleva a Johnny a una habitación secreta del hotel para contarle la verdad, pero el muchacho descubre un cuadro con la imagen de Martha en la pared y le cuenta que existe una leyenda sobre ella; Johnny le cuenta que ella se enamoró de un solitario conde hace mucho tiempo atrás, pero una noche ocurrió un incendio y ambos murieron, sin embargo se decía que aún se podía sentir su amor; entonces  Drácula le revela que la leyenda está mal y que la mujer de la que él habla en realidad es su esposa fallecida, y fue ella únicamente quien había muerto asesinada en aquel incendio del cual fue provocado por los humanos, siendo esta la única razón por la cual construyó el hotel y que lo hizo para proteger a su hija. Johnny, por otro lado, explica calmadamente que los tiempos van cambiando y todo es distinto en el mundo actual, por lo que los humanos fueron poco a poco cambiando su mentalidad y su perspectiva hacia los monstruos y le alienta a Drácula con el presentimiento  de que si los monstruos logren salir al exterior, los humanos los recibirán con los brazos abiertos y les brindará un buen momento de alegría y optimismo. Gracias a esto, Drácula comienza a apreciar un poco más a Johnny (al descubrir que sabe algo sobre Martha) diciendo que es un gran muchacho, y le brinda toda su confianza y su respeto por ser el primer humano en visitar el hotel. La noche siguiente, se celebra la ansiada fiesta de cumpleaños de Mavis, la cual es todo un éxito, hasta que Drácula descubre que entre Mavis y Johnny surge una fuerte atracción a tal grado que ambos comparten un beso tímido e inocente, por lo que reacciona de una forma exageradamente violenta. Drácula, en su arranque de furia, accidentalmente confiesa que engañó a Mavis con la aldea falsa; Mavis, quien está indignada por haber sido manipulada por su propio padre, le exige que le diga toda la verdad. Sin embargo las cosas se ponen mucho peor cuando el Chef Quasimodo (aún paralizado) interrumpe la fiesta y revela la verdadera naturaleza de Johnny. A pesar de que la clientela se asusta por la revelación, Mavis todavía lo ama y le expresa su deseo de estar con el muchacho a pesar de que es humano. Johnny acepta el amor de Mavis, sin embargo este se siente obligado a rechazar a Mavis por el amor de su padre y abandona el hotel, en medio de la fiesta. Drácula intenta consolar a Mavis, pero esta se enfurece culpando a su padre de todo lo ocurrido. La fiesta se da por terminada cuando los demás monstruos abandonan el salón enfurecidos e indignados por causa de las malas acciones de Drácula. Más tarde, Mavis le muestra a Drácula el regalo que su esposa Martha le había dejado a su hija antes de morir. Resulta ser la historia de cómo ella y su padre se conocieron y también se enamoraron. Luego de que Drácula se entera de todo esto, Mavis le confiesa a su padre que creyó haber sentido eso con Johnny, pero como Drácula interfirió entre ellos todo el tiempo, y acabó por romperle el corazón a su propia hija, quien entre lágrimas, decide quedarse en el hotel para siempre. Es entonces cuando Drácula siente la pesada carga de sus culpas al darse cuenta de que sus esfuerzos por proteger a la joven vampira le habían salido muy caro.
Intentando expiar sus pecados cometidos con el deseo de enmendar su terrible error, un desesperado Drácula convence a sus amigos Frank, Wayne, Griffin y Murray (quienes estaban a punto de abandonar el hotel junto a los demás monstruos) para que lo ayuden a encontrar a Johnny, y así evitar que el muchacho se marche sin saber el amor genuino que Mavis siente por él, aunque eso signifique para Drácula arriesgarse a pasear por la luz del día y exponerse a ser destruido por la luz del sol. La pandilla de Drácula se ha reunido nuevamente y se disponen a embarcarse en la aventura. Durante la búsqueda de Johnny, quien se encuentra en el aeropuerto de la ciudad de Transylvania y a punto de tomar su vuelo, el grupo se topa con un imponente rebaño de ovejas, que Wayne consigue comérselas instantáneamente para despejar el camino, para desconcierto de los demás. Drácula y su pandilla llegan a la ciudad de Transylvania y se encuentran con que los humanos han cambiado radicalmente su mentalidad tal como lo había asegurado Johnny; casualmente ese día, en la ciudad se está celebrando "El Festival de Monstruos", una fiesta que se da una vez al año y en la que muchos humanos están disfrazados como los monstruos de tributo. Para despejar el camino, Frank intenta asustarlos, pero descubren que los humanos en vez de asustarse y atacarlos, les dan alegremente la bienvenida en su lugar y luego estos les proporcionan una ruta con sombra a través de la ciudad utilizando las capas de los imitadores de Drácula y así permitirle al verdadero Drácula avanzar a máxima velocidad. Sin embargo, cuando finalmente llega al aeropuerto, se da cuenta de que es demasiado tarde, debido a que el vuelo de Johnny está despegando. Drácula, en un intento desesperado por hacerlo volver, decide volar hacia el avión a plena luz del día, pero a pesar de estar quemándose no se rinde y sigue su camino. Finalmente, Drácula consigue alcanzar el avión y trata de disculparse con Johnny, sin embargo este no lo escucha, debido al ruido del avión, por lo cual Drácula decide recurrir a controlar la mente del piloto y hablar a través de él y se disculpa con el muchacho, luego le explica que quiere que vuelva a estar con su hija. Tras esto, Johnny acepta las disculpas de Drácula y este manipula al piloto del avión para que regrese al aeropuerto.
Más tarde, Drácula regresa al hotel con Johnny, quien finalmente le dice a Mavis que la ama y la razón por la que tuvo que rechazarla es porque su padre había amenazado con matarlo. Drácula da su bendición a esa relación, Johnny y Mavis se besan y el hotel tiene otra fiesta para celebrar la liberación de su hija, la mayoría de edad antes de que Johnny y Mavis se vayan de viaje. La película termina con Drácula y sus amigos cantando "The Zing".
Durante los créditos se muestran momentos de los personajes de la película en animación tradicional, al estilo de los dibujos animados del director Genndy Tartakovsky.

## Reparto
- Adam Sandler - Drácula, dueño del Hotel Transylvania y padre sobreprotector de Mavis.
- Andy Samberg - Jonathan Loughran, alias "Johnny", un humano de 21 años, se hace pasar por primo del monstruo de Frankenstein con edad de 121 años
- Selena Gomez - Mavis, hija adolescente de Drácula de 118 años.
  - Sadie Sandler - Mavis (niña) y también Winnie, la hija de Wayne y Wanda.
- Kevin James - El monstruo de Frankenstein, "Frank", esposo de Eunice.
- Fran Drescher - Eunice, esposa de Frankenstein.
- Steve Buscemi - Wayne, hombre lobo, esposo de Wanda.
- Molly Shannon - Wanda, mujer lobo, esposa embarazada de Wayne.
- David Spade - Griffin, el hombre invisible.
- Cee Lo Green - Murray, la momia.
- Jon Lovitz - Quasimodo, ex jorobado de Notre Dame, ahora chef.
- Ana Gasteyer - Cabeza reducida de la puerta.
- Jackie Sandler- Martha, esposa fallecida de Drácula.
- Chris Parnell - Fly, profesor de fitness del Hotel Transylvania.

## Doblaje
| Personaje       | Actor original | Actor de Doblaje    | Actor de Doblaje  |
| --------------- | -------------- | ------------------- | ----------------- |
| Drácula         | Adam Sandler   | Germán Fabregat     | Santiago Segura   |
| Mavis           | Selena Gomez   | Violeta Isfel       | Macarena García   |
| Jonathan        | Andy Samberg   | Cristóbal Orellana  | Dani Martínez     |
| Frankenstein    | Kevin James    | Mauricio Castillo   | Mario Vaquerizo   |
| Eunice          | Fran Drescher  | Mimí                | Alaska            |
| Wayne           | Steve Buscemi  | Eduardo Tejedo      | Luis Villanueva   |
| Griffin         | David Spade    | Ricardo Tejedo      | Joan Pera         |
| Murray          | Cee-Lo Green   | Enrique Cervantes   | Xavier de Llorens |
| Wanda           | Molly Shannon  | Xóchitl Ugarte      | Mónica Pérez      |
| Quasimodo       | Jon Lovitz     | Ruben Trujillo      | Jeff Davidson     |
| Cabeza Reducida | Luenell        | Magda Giner         | Roser Batalla     |
| Mosca           | Chris Parnell  | Francisco Colmenero | Domenech Farell   |
| Martha          | Jackie Sandler | Rosalba Sotelo      | Olivia Fernández  |

## Desarrollo
Hotel Transylvania ha estado en desarrollo desde 2006, cuando Anthony Stacchi y David Feiss iban a dirigirla. En 2008, Jill Culton tomó la posición de director, y Chris Jenkins en 2010. Finalmente fue Genndy Tartakovsky quien ocuparía el cargo.
En noviembre de 2011 se anunció que Miley Cyrus haría la voz de Mavis, la hija adolescente de Drácula, pero fue removida en febrero de 2012. En agosto de 2019, Cyrus explicó que el motivo de su despido del reparto fue debido a que le había comprado a su entonces pareja Liam Hemsworth un pastel en forma de pene para lamerlo. Fue reemplazada por Selena Gomez.

## Recepción
Hotel Transylvania tuvo opiniones mixtas de los críticos, quienes aclamaron la animación y dirección, pero criticaron su guion. Rotten Tomatoes reporta que el 44% de los críticos le dio una reseña positiva a la película con un promedio de 5.3/10 sobre la base de 132 reseñas. Su consenso dice: «El tono boyante y frívolo de Hotel Transylvania puede complacer a los niños, pero puede ser algo bulliciosa o débilmente escrita para audiencias mayores».

## Premios y nominaciones
| Premio               | Categoría                   | Receptor           | Resultado |
| -------------------- | --------------------------- | ------------------ | --------- |
| Premios Globo de Oro | Mejor película de animación | Hotel Transylvania |           |

## Secuela
La secuela, Hotel Transylvania 2, fue estrenada el 25 de septiembre de 2015. El 13 de julio de 2018 se estrenó la tercera parte de la película, Hotel Transylvania 3: Summer Vacation. La cuarta parte, Hotel Transylvania: Transformanía, se estrenó directamente en Prime Video el 14 de enero de 2022.